# Rosso Marin
Rosso Marin (poco prima del 1350 – 1423) è stato un politico e diplomatico italiano.

## Biografia
Figlio del patrizio veneziano Pietro Marin, visse nella parrocchia di Santa Maria del Giglio. Nel 1384 si unì a Bersabè di Giovanni Vidal e come garanzia della sua dote pose la sua casa, cui erano annesse numerose case d'affitto. Ebbe in tutto dieci figli, di cui sei maschi e quattro femmine.
Da alcuni documenti sappiamo che, mentre esordiva in politica, era assai impegnato nei commerci. Nel 1385 era patron di una delle tre galee che componevano l'annuale convoglio diretto all'Impero Bizantino (giungeva a Costantinopoli passando per la Grecia e talvolta proseguiva sino al Mar Nero). Nel 1391, con lo stesso ruolo, navigò sino ad Alessandria d'Egitto, e l'anno successivo acquisì una galea per la stessa rotta, ma probabilmente non si imbarcò. Nel 1395 era alla testa di quattro galee dirette nelle Fiandre e in Inghilterra.
Nel 1384 cominciò la sua carriera nell'amministrazione pubblica, dimostrando particolare interesse non solo per l'ambito mercantile, ma anche per quello giudiziario. Inizialmente fu membro della Quarantia (e, di conseguenza, del Senato veneziano), carica che gli fu riconfermata anche nel 1385 e nel 1386. Nello stesso anno fu eletto giudice del Mobile, e nel 1387 fu console dei mercanti (lo fu di nuovo nel 1394). Nel 1388 era savio agli Ordini e poco dopo tornava in Quarantia. Nel 1392 fu ancora savio agli Ordini.
Nel 1397 entrò nel Consiglio dei dieci, nel 1398 fu ufficiale alle Rason vecchie, nel 1399 provveditore di Comun. Nel 1400 fu nuovamente nel Collegio dei savi come consigliere ducale, quindi passò nel Minor Consiglio.
Nel 1400-1402 ricoprì il primo incarico amministrativo fuori città: fu castellano per le colonie del Peloponneso, dividendosi tra la sede di Corone e quella di Modone. Tornato a Venezia, nel 1403 fu provveditore di Comun e nel 1404 consigliere. In questa veste diresse alcune operazioni militari nel corso della guerra di Padova: dapprima si occupò dell'attacco ai fortilizi nemici dislocati presso la foce del Brenta, quindi divenne uno dei due provisores al fronte.
Nella primavera del 1405 fu nominato di Comun, ma qualche tempo dopo lasciò un'altra volta la capitale per recarsi a Verona assediata e prese parte alle trattative di resa che si conclusero, a giugno, con la dedizione della città alla Serenissima. Divenne quindi uno dei due provisores cui fu affidata l'amministrazione provvisoria della città scaligera.
Un mese dopo era tornato a Venezia, di nuovo avogador di Comun, ma nel novembre si insediava nuovamente a Verona come podestà. Ancora avogador di Comun nel 1407, nel maggio di quell'anno veniva eletto alla prestigiosa carica di savio del Consiglio.
Dal luglio successivo e fino all'anno seguente fu podestà di Padova. Fu quindi rieletto savio del Consiglio, prendendo al contempo parte al Consiglio dei dieci. Ricopriva questa carica quando mediò un accordo con Stefano Zaccaria, arcivescovo di Patrasso, che si concluse con l'affitto da parte della Repubblica dei beni della sua Chiesa.
Il 4 settembre 1408 raggiunse l'apice della sua carriera politica: fu nominato ambasciatore per mediare gli attriti tra papa Gregorio XII e la maggior parte dei suoi cardinali nell'ambito scisma d'Occidente. L'azione persuasiva del Marin fu esemplare, ma non ebbe successo e il 20 dicembre il governo veneziano lo richiamò in patria.
Negli anni successivi proseguì la sua carriera nell'amministrazione pubblica quasi senza interruzioni: venne eletto savio del Consiglio (1409, 1412-13, 1418, 1419-20), entrò nel Consiglio dei dieci (1409-10, 1412-13, 1415-16, 1417-18, 1419-20, 1422), fu avogador di Comun (1410-12, 1413-15); ci furono due pause nei bienni 1416-17 e 1420-21, mentre nel 1412 aveva lasciato per breve tempo Venezia per recarsi nell'accampamento del generale Carlo Malatesta durante la guerra contro Sigismondo di Lussemburgo.
Nel 1418, inoltre, fu in missione per concludere un accordo con i Cavalieri di San Giovanni e, l'anno successivo, con Brescia, Cividale del Friuli e Cattaro; negli ultimi due casi la sua azione fu fondamentale perché sancì la sottomissione di quelle città alla Repubblica.
Si noterà come durante tutta la sua vita il Marin abbia ricoperto molte cariche, anche prestigiose, e tuttavia brevi e non riuscì mai a raggiungere le magistrature più alte, come quella di procuratore di San Marco.
Per due volte fu tra gli elettori del doge: nel gennaio 1414 e nell'aprile 1423, quando vennero nominati rispettivamente Tommaso Mocenigo e Francesco Foscari; in quest'ultimo caso il Maggior Consiglio lo elesse membro della commissione dei correttori alla Promissione ducale in quanto elettore più anziano.
È questa l'ultima notizia che ce lo segnala ancora in vita. Era già morto il 30 giugno 1423, due mesi e mezzo dopo, quando fu emessa una sentenza riguardante la sua eredità.
Con il suo testamento, datato 19 marzo 1423, nominava eredi universali i figli Antonio, Carlo, Paolo e Giovanni. I due maggiori, Tommaso e Alessandro, non ricevettero nulla probabilmente a causa di contrasti familiari. Anche con la moglie era in lite: le fu solo restituita la dote di 1000 ducati garantita dal palazzo di famiglia.